# رسول منتجب‌نیا
رسول منتجب‌نیا (زادهٔ ۲۲ تیر ۱۳۲۷ در شیراز)، سیاستمدار اصلاح‌طلب، قائم‌مقام سابق و از اعضای مؤسس حزب اعتماد ملی، عضو سابق شورای مرکزی مجمع روحانیون مبارز و استاد سابق گروه فقه و حقوق دانشگاه شاهد است. او در پی اختلافات ایجاد شده از حزب اعتماد ملی کناره گرفته‌است.
وی هم‌اکنون دبیرکل حزب جمهوریت ایران اسلامی است.
منتجب‌نیا نماینده سه دورهٔ اول مجلس شورای اسلامی، رئیس کمیسیون دفاع مجلس سوم، نماینده خمینی و رئیس سازمان عقیدتی سیاسی شهربانی کل کشور، مشاور رئیس‌جمهور در دولت خاتمی، قائم‌مقام ستاد قرارگاه خاتم و ستاد کل پدافند، عضو حزب جمهوری اسلامی و نماینده رهبر جمهوری اسلامی ایران در انجمن اسلامی معلمان بوده‌است.

## سوابق فرهنگی
علاوه بر نمایندگی خمینی در خمین و دزفول، پس از واقعه ۷ تیر نماینده اندیمشک و شوش در مجلس شد و در دوره دوم، نماینده شیراز شد. وی در دوره دوم و سوم را به انجام نمایندگی مجلس پرداخت.
او در دوران جنگ ایران و عراق، مسئولیت‌هایی از امور جنگ چون ریاست کمیسیون امور دفاعی، مسئولیت دفتر مشاورت خمینی در منطقه خلیج‌فارس، قائم‌مقام ستاد قرارگاه خاتم و ستاد کل پدافند را بر عهده داشت.
سال ۶۷ به حکم خمینی به نمایندگی او در شهربانی کل کشور منصوب گردید که تا سال ۷۰ یعنی زمان ادغام نیروهای انتظامی این وظیفه را از سوی رهبری عهده‌دار بود. او در سال ۱۳۶۸، به نمایندگی ولی فقیه در انجمن اسلامی معلمان ایران منصوب شد. و در دوران ریاست جمهوری خاتمی، سمت مشاور ریاست جمهوری را بر عهده داشت.

## سوابق سیاسی و تشکیلاتی
منتجب‌نیا از آغاز حزب جمهوری اسلامی به عضویت آن تشکل درآمد و سپس در کنگره اول حزب به عنوان عضو ذخیره شورای مرکزی حزب انتخاب شد و علاوه بر آن مسئولیت واحد روحانیت حزب به او واگذار گردید.
در سال ۱۳۶۶ و آغاز تشکیل مجمع روحانیون مبارز به عضویت هیئت مؤسس و شورای مرکزی آن تشکیلات درآمد و از ابتدای تأسیس حزب اعتماد ملی، تا سال ۱۳۹۷ به عنوان عضو هیئت مؤسس و شورای مرکزی و قائم‌مقام دبیرکل حزب، به وظایف تشکیلاتی خود می‌پرداخت و پس از آن نیز با تأسیس حزب جمهوریت ایران اسلامی به دبیرکلی این حزب انتخاب شد.
او همچنین صاحب امتیاز و مدیر مسئول روزنامه نسیم صبا می‌باشد.

## سوابق علمی و اجازه اجتهاد
منتجب‌نیا حدود ۴۰ سال سابقه تدریس در حوزه‌های علمیه و دانشگاه‌های کشور را دارد و طی دوران تحصیل، مبارزه، مسئولیت خود تا امروز همواره به فعالیت فرهنگی تبلیغی ادامه داده و پایگاه فعالیت فرهنگی او عمدتاً در در سطح جامعه و به‌ویژه دانشگاه‌های کشور متمرکز می‌باشد.

از سال ۴۶ وارد دوره درس خارج فقه و اصول گردید و حدود ۹سال شرکت در درس افرادی از قبیل نجفی مرعشی، مکارم شیرازی، آقا مرتضی حائری یزدی، محقق داماد، اراکی، هاشم آملی، وحید خراسانی، به درجه اجتهاد رسید. علاوه بر شرکت در امتحان خارج مدیریت حوزه و کسب موفقیت، از سه تن از مراجع، اجازه اجتهاد دریافت کرد. او همزمان با تدریس و تلمّذ در مکتب آن‌ها، همواره به تدریس طلاب اشتغال داشت.
او در سال ۱۳۸۴، با طرح و دفاع رساله دکتری تحت عنوان” خیار تبعّض صفقه در معاملات معاوضی” موفق به اخذ مدرک دکتری در فقه و اصول گردید.
وی از سال ۱۳۷۴ به عضویت رسمی هیئت علمی دانشگاه شاهد درآمد.

## انتخابات ریاست جمهوری ۱۴۰۰
وی در ۲۵ اردیبهشت در انتخابات ریاست جمهوری ثبت نام کرد، ولی رد صلاحیت شد.